# Onthophagus knapperti
Onthophagus knapperti är en skalbaggsart som beskrevs av Jan Krikken 1981. Onthophagus knapperti ingår i släktet Onthophagus och familjen bladhorningar. Inga underarter finns listade i Catalogue of Life.